# Guldgrouper
Guldgrouper (Epinephelus fasciatus) är en art i familjen havsabborrfiskar som finns i Stilla havet och Indiska oceanen. 

## Utseende
Arten är en kraftigt byggd fisk med stort huvud, konvex panna och förhållandevis långsträckt kropp. Ryggfenan har 9 taggstrålar och 15 till 17 mjukstrålar, analfenan har 3 taggstrålar och 8 mjukstrålar samt bröstfenorna har 18 till 20 mjukstrålar. Färgen varierar betydligt, från ljust gröngrå, över ljusorange till scharlakansfärgad, ofta med 5 till 6 svaga, mörka eller röda tvärränder som blir ljusa på undersidan, den sista på stjärtfensspolen. Dessutom har fjällen på kroppens rygg och sidor röd mitt och mörk, bakre kant, så kroppen får ett svagt nätmönstrat utseende. Huvudets översida och nacken ner till överkäken är mer eller mindre färgat eller spräckligt i mörkrött till rödbrunt, ofta med ett mörkt streck under ögat, som har en svart kant, ofta med en ljusblå kontur. Fenorna är rödorange, ljust gulgröna eller grönaktigt bruna. Stjärtfenan, analfenorna och den mjuka delen av ryggfenan har ofta ljusgula, ljusblå eller rent vita kanter, medan bröstfenorna kan ha gula ytterkanter. Individer från Indiska oceanen har ofta oregelbundna, ljusa till vita fläckar på kroppen och en svartbrun linje längs ryggfenans bas. Arten kan som mest bli 40 cm lång och kan väga 2 kg, men blir vanligen inte mycket mer än 22 cm. Huden som binder ihop spetsarna på ryggfenans taggstrålar är svart, därav artens engelska namn "Blacktip grouper/rockcod".

## Vanor
Guldgroupern är mycket vanlig vid korallrev och klippbottnar från 15 ner till 160 meters djup. Den påträffas även vid andra typer av rev, men inte lika rikligt. Födovalet förändras i viss mån med livsmiljön: Kring Madagaskar lever den på krabbor, fisk och räkor, vid Kenya tar den krabbor, mantisräkor, fisk, ormstjärnor och åttaarmade bläckfiskar, medan Röda havspopulationen främst förtär fisk och kräftdjur (i synnerhet krabbor).  Som mest kan arten bli 19 år gammal.

### Fortplantning
Arten är könsmogen åtminstone vid en kroppslängd av 16 cm; vissa forskare har dock funnit sexuellt aktiva individer som inte varit längre än 12 cm. Till skillnad från många andra medlemmar av släktet förefaller guldgroupern inte vara hermafrodit, utan arten har skilda kön. Åtminstone honorna samlas i grupper under leken.

## Betydelse för människan
Arten är föremål för ett regionalt men oreglerat fiske; sportfiske förekommer också. Arten är allmän, och IUCN har därför klassificerat den som livskraftig ("LC"). Många populationer är dock hotade på grund av överfiske eller habitatförlust som korallblekning, nätfiske över känsliga rev samt fiske med sprängämnen och gift, och generellt minskar arten.

## Utbredning
Guldgroupern finns i Stilla havet och Indiska oceanen från Röda havet till Sydafrika (Port Alfred), österut till Pitcairnöarna, norrut till Japan och Korea, och söderut till södra Queensland och Lord Howe Island i Australien.